# Cuxtepec
Cuxtepec är en ort i Mexiko.   Den ligger i kommunen Xoxocotla och delstaten Veracruz, i den sydöstra delen av landet, 230 km öster om huvudstaden Mexico City. Cuxtepec ligger 2 285 meter över havet och antalet invånare är 244.
Terrängen runt Cuxtepec är kuperad. Runt Cuxtepec är det ganska tätbefolkat, med 93 invånare per kvadratkilometer. Närmaste större samhälle är Ciudad Mendoza, 17,9 km norr om Cuxtepec. Omgivningarna runt Cuxtepec är en mosaik av jordbruksmark och naturlig växtlighet.